# سالي كلوسن
سالي كلوسن (بالإنجليزية: Sally Clausen)‏ هي أكاديمية أمريكية، ولدت في 4 يوليو 1945.